# Арне-сюр-Орб
Арне-сюр-Орб (фр. Arnex-sur-Orbe) — громада  в Швейцарії в кантоні Во, округ Юра-Нор-Водуа.

## Географія
Громада розташована на відстані близько 80 км на захід від Берна, 20 км на північний захід від Лозанни.
Арне-сюр-Орб має площу 7,6 км², з яких на 6,3% дозволяється будівництво (житлове та будівництво доріг), 73,3% використовуються в сільськогосподарських цілях, 19,5% зайнято лісами, 0,9% не є продуктивними (річки, льодовики або гори).

## Демографія
2019 року в громаді мешкало 632 особи (+6,8% порівняно з 2010 роком), іноземців було 11,6%. Густота населення становила 83 осіб/км².
За віковим діапазоном населення розподілялося таким чином: 21,5% — особи молодші 20 років, 58,2% — особи у віці 20—64 років, 20,3% — особи у віці 65 років та старші. Було 269 помешкань (у середньому 2,3 особи в помешканні).
Із загальної кількості 179 працюючих 69 було зайнятих в первинному секторі, 58 — в обробній промисловості, 52 — в галузі послуг.